# Bunyoro
Le Bunyoro est une région d'Ouganda bordant les rives du lac Albert, et l'un des royaumes traditionnels bantous préservés parallèlement à l'administration actuelle de l'État. Sa capitale est Hoima. Le royaume du Bunyoro est dirigé par un omukama (roi). L'omukama actuel, depuis 1994, est Solomon Iguru I. Le Bunyoro était un royaume puissant en Afrique de l'Est entre le XVIe et le XIXe siècle.

## Histoire

### Émergence du royaume (XVIe-XVIIIesiècles)
Le royaume apparait au cours du XVIe siècle, à la suite de l'arrivée d'un peuple nilotique, les Luo. La fonction royale échoit à un membre du groupe Bito : c'est l'origine de la dynastie Luo-Babito. Le pouvoir central aurait été assez faible, des guerres de succession éclatant à la mort de chaque omukama.
L'histoire du Bunyoro est à appréhender en relation avec celle de son voisin, le Buganda. Les légendes bunyoro, par exemple, supposent une parenté entre les deux royaumes : le Bouganda aurait été fondé par le frère cadet du premier roi du Bunyoro, tradition démentie par les différences linguistiques entre les deux royaumes (Bunyoro nilotique, Buganda bantou). Les relations entre Bunyoro et Buganda sont cependant surtout conflictuelles, car ils se contestent la domination de la région. Le Buganda, État vassal du Bunyoro au XVIe siècle, s'émancipe progressivement jusqu'à prendre le dessus sur son voisin au début du XIXe siècle.
Le XVIIe siècle marque l'apogée de la dynastie Bito, qui contrôle l'essentiel de l'actuel Ouganda. Une défaite militaire contre le Rwanda à la fin du siècle entraînera cependant la désagrégation progressive du royaume, plusieurs de ses provinces faisant sécession.

### Une plus grande ouverture au monde (XIXesiècle)
Au début du XIXe siècle, le Bunyoro est affaibli : morcelé politiquement, il a perdu ses provinces extérieures au profit du Buganda; seul le cœur du royaume est dominé par les membres du clan royal. 
L'ouverture au commerce avec le reste de l'Afrique et (indirectement) l'Europe lui fut, dans un premier temps, favorable. Les premiers commerçants égyptiens y arrivent vers 1860, partis de Khartoum, suivis par ceux de Zanzibar quelque dix ans plus tard. L'omukama leur achète des fusils desquels il dote son armée : cette supériorité technique lui permet de reprendre d'anciennes provinces au Buganda et de repousser deux invasions, l'une anglaise, menée par le général Gordon, gouverneur du Soudan, l'autre bugandaise (1886).

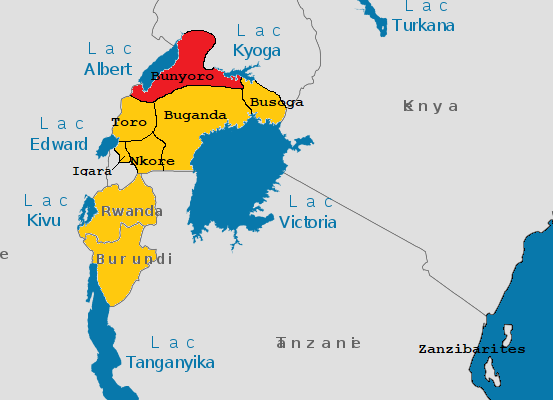
Le Bunyoro dans la région des Grands Lacs au milieu du XIXe siècle

Cependant, l'alliance de ce dernier royaume avec l'Angleterre fut désastreuse pour le Bunyoro. Les Anglais avait catégorisé le Bunyoro comme un royaume dangereux, parce qu'il était ennemi de leur allié mais aussi parce que les premières expéditions anglaises au Bunyoro faisaient recours à des auxiliaires Gandas, et avaient donc été mal reçues à cause de l'hostilité régnant entre Luo et Gandas. Une guerre est menée contre le Bunyoro (1893-1899) qui est vaincu, amputé de certains territoires et placé sous administration ganda tandis que son omukama était exilé aux Seychelles. Ce n'est qu'en 1918 que fut remise en place une administration autonome.

## Omukama
- -1898 : Chwa II Kabarega (en)
- 1898-1902 : Kitahimbwa